# Cimetière monumental de Staglieno
Pour les articles homonymes, voir cimetière monumental.

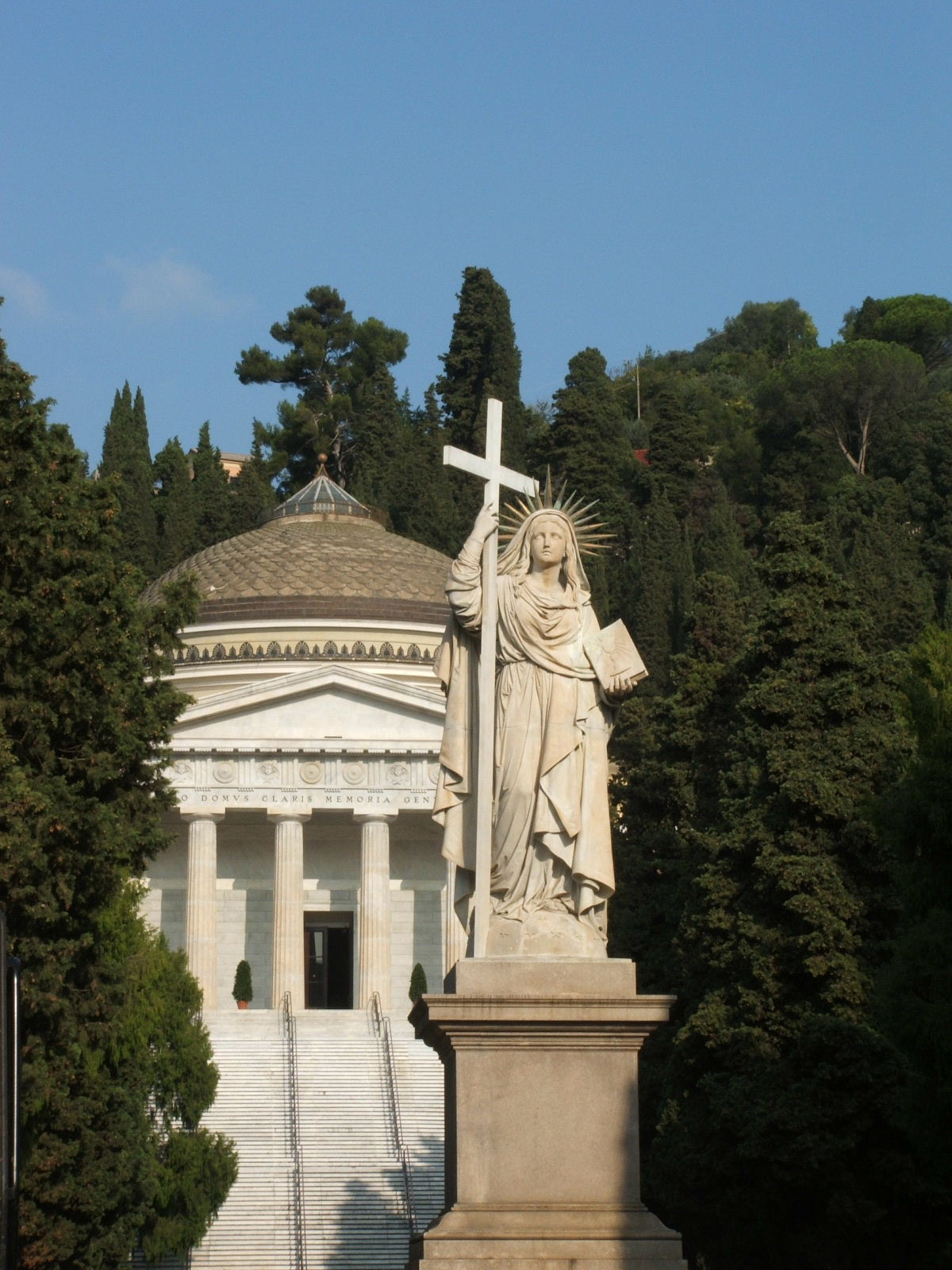
Le panthéon de style romain et devant, la statue de la Foi de Santo Varni

Le cimetière monumental de Staglieno, en italien le cimitero monumentale di Staglieno, est la plus grande nécropole de Gênes et un des plus grands cimetières d'Europe.
Il se situe dans le  Val Bisagno, territoire de la municipalité de Gênes (Municipio IV - Genova Media Val Bisagno) qui  comprend le quartier de  Staglieno.

## Histoire
Son projet remonte à 1835 à la suite du climat créé par l'édit du gouvernement de Napoléon, signé à Saint-Cloud et entré en vigueur le 2 juin 1804, dans lequel on interdisait à l'avenir les sépultures dans les églises et dans les centres habités, au profit de cimetières nouveaux installés en dehors du centre des villes.
Le projet original de l'architecte Carlo Barabino fut approuvé par la Commune de Gênes. Barabino toutefois mourut la même année à cause de l'épidémie de choléra qui avait frappé la ville et le projet fut transmis à son collaborateur et élève Giovanni Battista Resasco (la place de l'entrée secondaire du Camposanto rappelle aujourd'hui son nom).
Le quartier de Staglieno sembla le plus indiqué  pour la construction d'un cimetière puisqu'il était peu habité et, en même temps, extérieur et peu éloigné du centre ville.
Les travaux commencèrent en 1844 et l'ensemble fut ouvert au public en 1851.
Après divers agrandissements au fil du temps, il comprend aujourd'hui une surface d'environ 330 000 m2  et inclut aussi un cimetière anglais (où se trouve la tombe de la femme d'Oscar Wilde, Mary Constance Lloyd), un cimetière protestant et un cimetière juif.
Au milieu des nécropoles, se trouve un grand espace où est érigée la statue de la Foi, haute de neuf mètres, du sculpteur Santo Varni, et au sommet d'un imposant perron, se profile un Panthéon (copie du Panthéon de Rome) avec son très beau pronaos de colonnes en style dorique, flanqué de deux statues de marbre représentant les prophètes bibliques Job et Jérémie.
Le photographe français Bernard Pierre Wolff réalise dans le cimetière des photographies de monuments funéraires réalisés par des sculpteurs célèbres, dont certaines ont été utilisées par le groupe new wave anglais Joy Division pour son album Closer (1980) et pour le single Love Will Tear Us Apart.

## Tombeaux remarquables
Le long de la colline qui  domine se trouvent, le long du chemin, les chapelles monumentales en style gothique, byzantine, néo-égyptienne, Liberty, mésopotamien ou néoclassique. Le cimetière comporte les tombeaux de personnages célèbres comme Giuseppe Mazzini, Gilberto Govi, Nino Bixio, Fabrizio De André, Stefano Canzio, Ferruccio Parri.
Carlo Rubatto, sculpteur néoclassique, produisit de nombreuses statues pour les tombeaux.

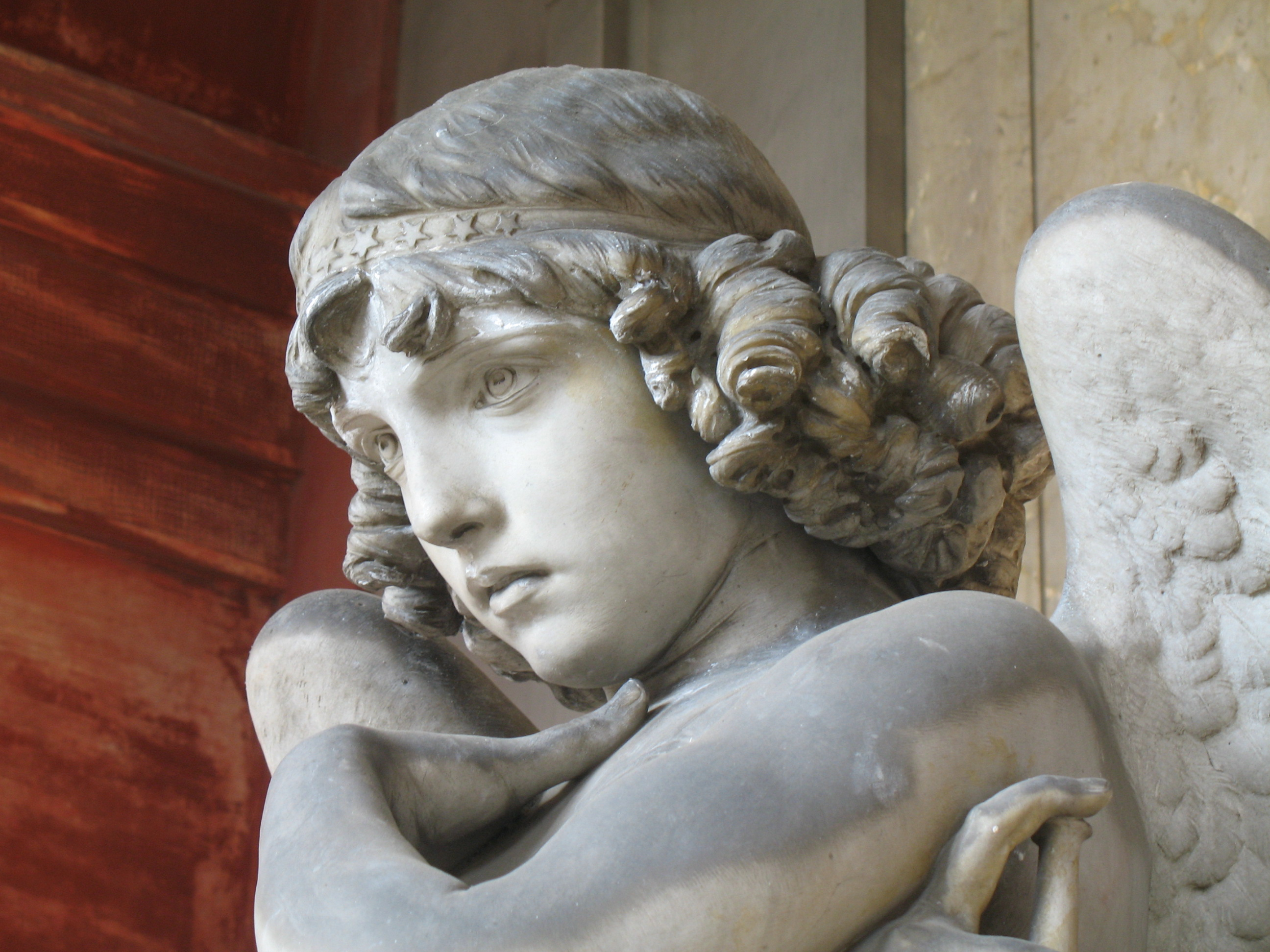
L'ange de Giulio Monteverde
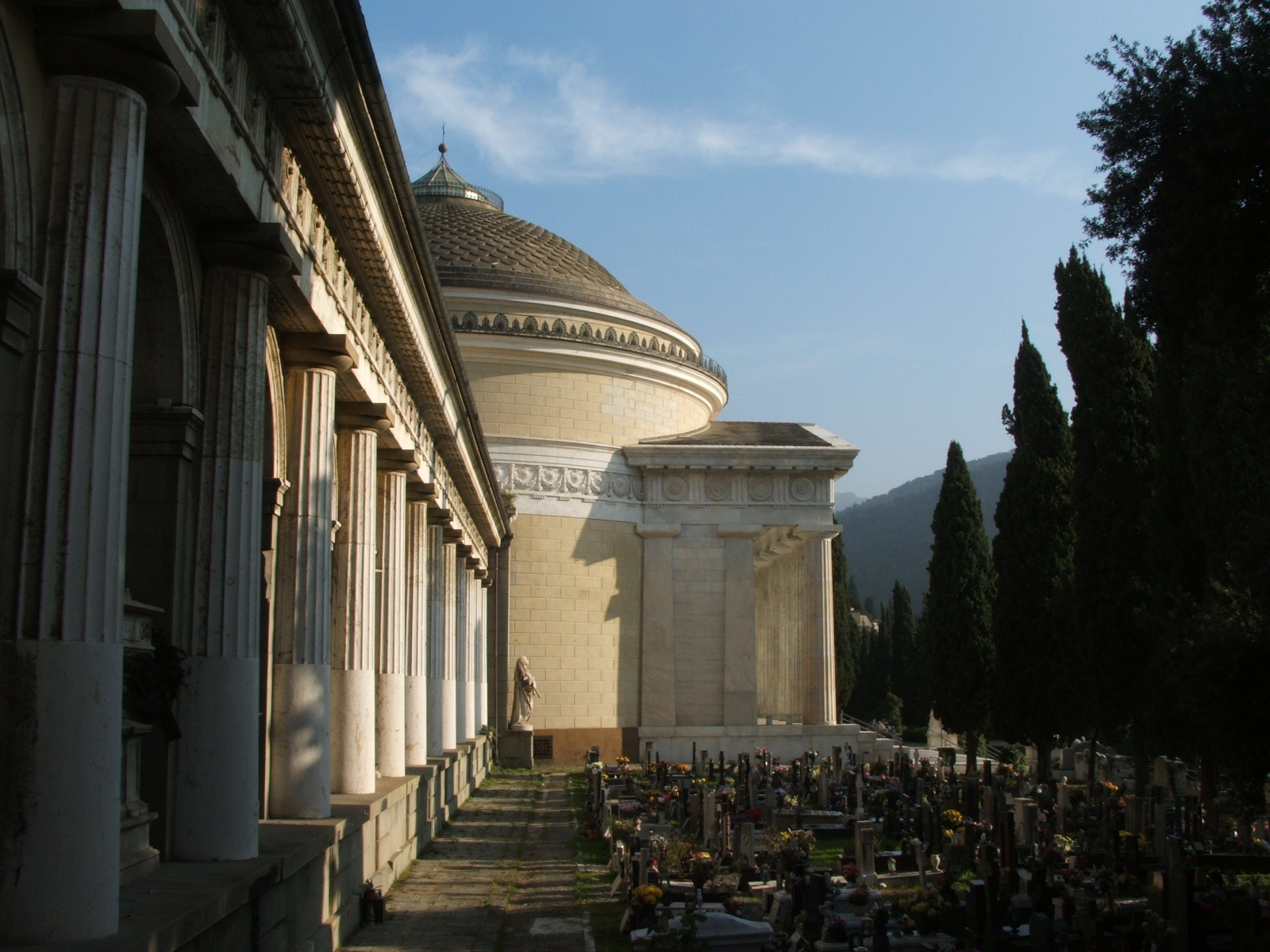
Le panthéon
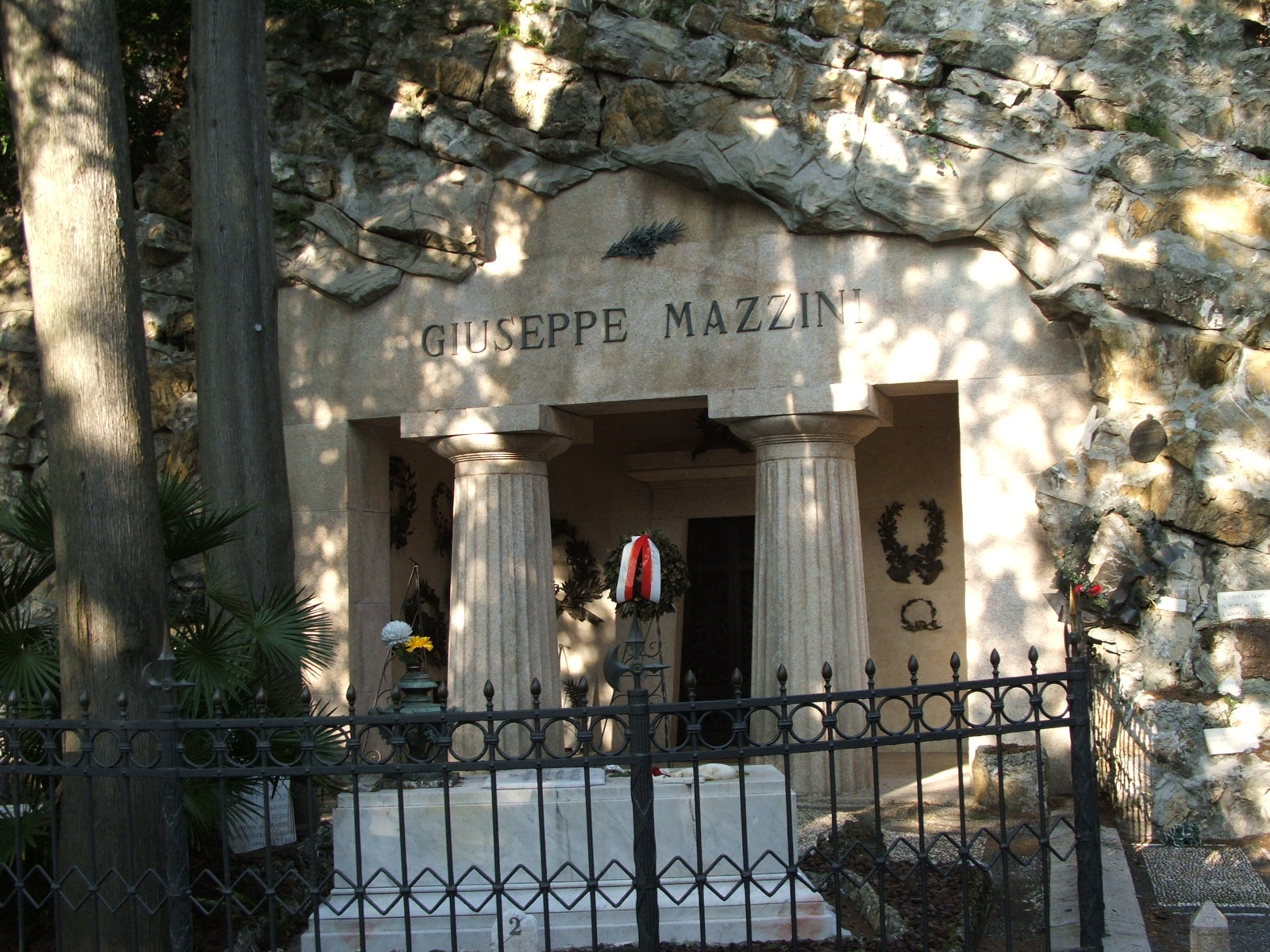
Le tombeau de Mazzini
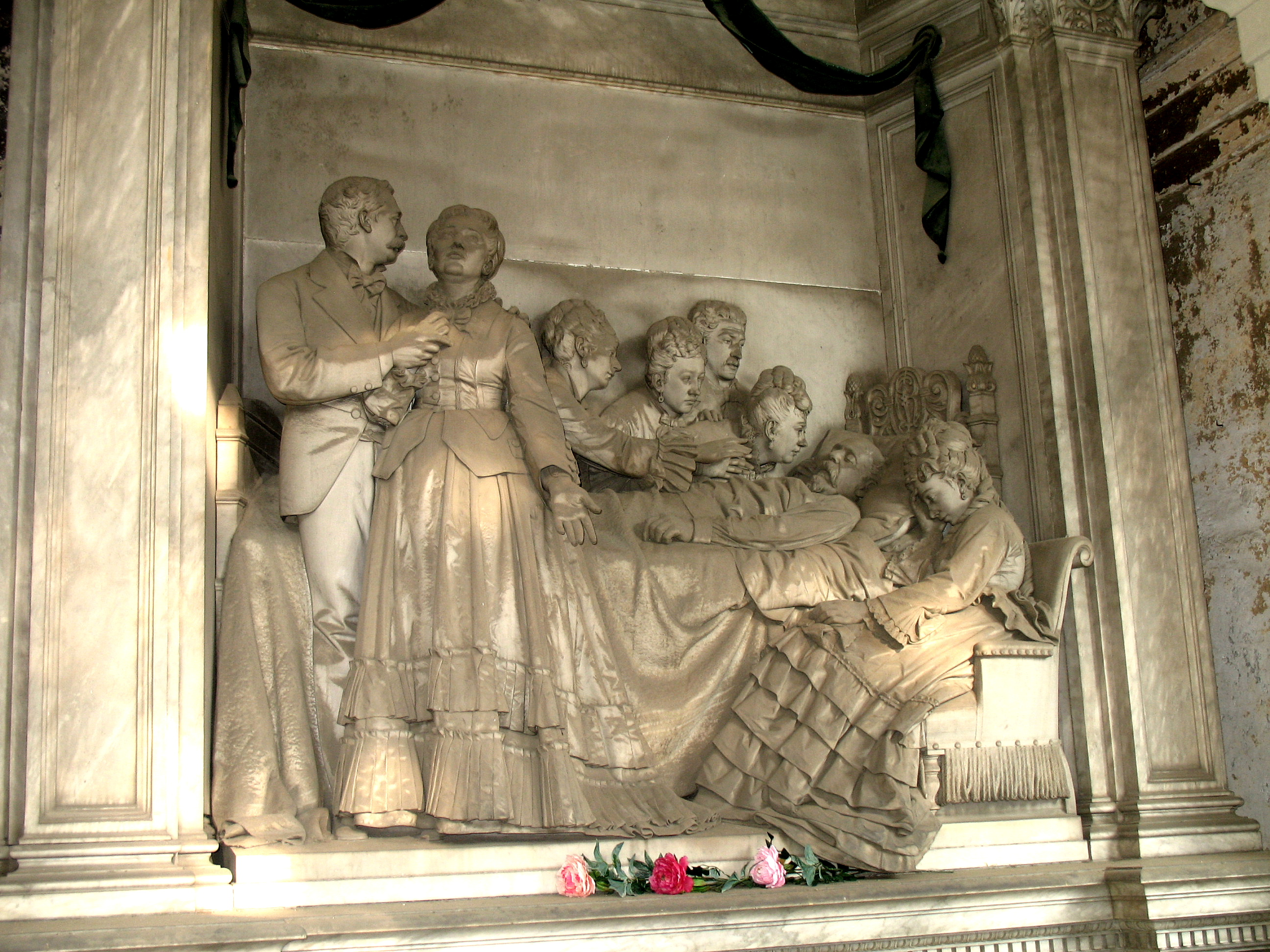
Un tombeau
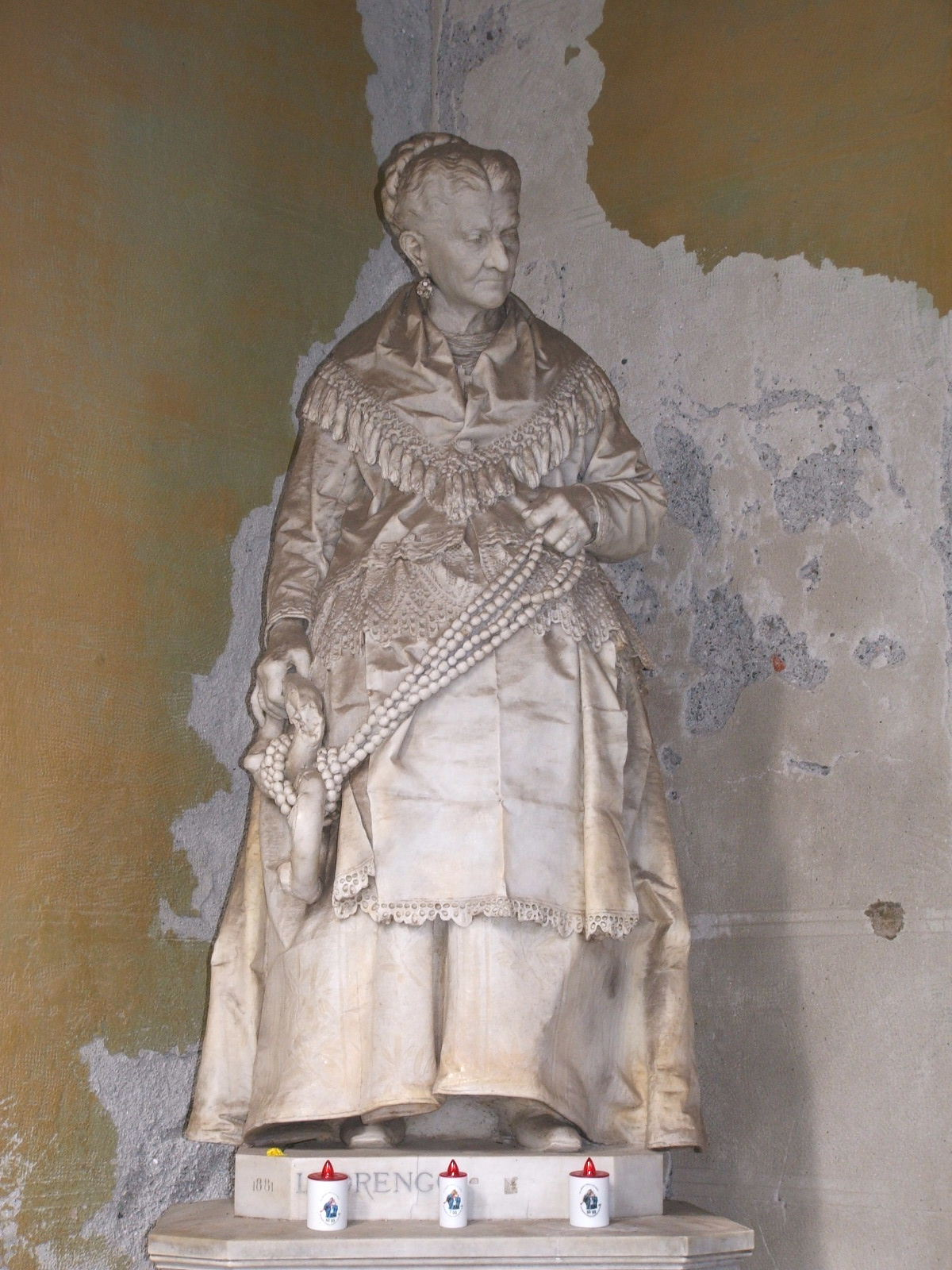
Sculpture de la tombe de Caterina Campodonico, célèbre nocciolaia génoise

## Personnalités reposant au cimetière
- Giuseppe Mazzini (1805-1872), père du Risorgimento
- Nino Bixio (1821-1873), militaire et explorateur garibaldien
- Stefano Canzio (1837-1909), militaire garibaldien
- Luigi Maria d'Albertis (1841-1901), explorateur naturaliste
- Fabrizio De André (1940-1999), chanteur
- Gilberto Govi (1885-1966), acteur et dramaturge
- Margherita Carosio (1908-2005), soprano
- Giacomo Doria (1840-1913), naturaliste et sénateur, fondateur du muséum de Gênes
- Alberto Erede (1908-2001), chef d'orchestre
- Constance Lloyd (1858-1898), femme d'Oscar Wilde
- Luigi Mancinelli (1848-1921), compositeur et violoncelliste
- Alfred Noack (1833-1895), photographe
- Anna Maria Ortese (1914-1998), femme de lettres
- Ferruccio Parri (1890-1981), président du conseil et sénateur
- Felice Romani (1788-1865), librettiste, poète et critique musical
- Raffaele Rubattino (1810-1881), entrepreneur et armateur
- Edoardo Sanguineti (1930-2010), poète
- Camillo Sivori (1815-1894), compositeur et violoniste
- Santo Varni (1807-1885), sculpteur

## Sources
- (it) Cet article est partiellement ou en totalité issu de l’article de Wikipédia en italien intitulé « Cimitero monumentale di Staglieno » (voir la liste des auteurs).